# Eristena pulchellale
Eristena pulchellale là một loài bướm đêm trong họ Crambidae.